# Liczba podwójna
Liczba podwójna (liczba mnoga podwójna, dualis) – występująca w niektórych językach (w tym w dawnej polszczyźnie i czeszczyźnie) kategoria gramatyczna, służąca wyrażaniu podwójności, parzystości. Ma ona własne formy gramatyczne, inne od form liczby mnogiej, na oznaczenie dwóch osób lub rzeczy, na przykład:
- w rodzaju męskim oba koniá/a, dwa mieczá/a, dwaj królá/a;
- w rodzaju żeńskim obie stronie, dwie rybie, dwie niewieście;
- w rodzaju nijakim dwie słońcé/y, dwie polé/i)[5], dwie oknie, dwie skrzydle, dwie pokoleni(é)[6].

Wymowa głoski e pochylonego (é) „pochyla” (skłania) się ku wymowie i lub y w zależności od poprzedzających lub następujących dźwięków (a w przypadku poprzedzającej głoski i lub y zanika zlewając się z nią). Podobnie pierwotnie o pochylone (ó) „pochylało” się ku współczesnemu u.
Rzeczowniki występujące w języku polskim w liczbie podwójnej miały trzy formy przypadkowe, np.:
- w rodzaju męskim – mianownik, biernik i wołacz: (dwaj) męża, dopełniacz i miejscownik: (dwu) mężu, celownik i narzędnik: (dwoma) mężoma;
- w rodzaju żeńskim – mianownik, biernik i wołacz: (dwie/obie) ręce, dopełniacz i miejscownik: (dwu/obu) ręku, celownik i narzędnik: (dwiema/obiema) rękama[7];
- w rodzaju nijakim – mianownik, biernik i wołacz: (dwie) lecie, dopełniacz i miejscownik: (dwu) latu, celownik i narzędnik: (dwoma) latoma.

Wszystkie słowa mają lub miały swoją odmianę liczby podwójnej. Przykładowo: „Z obiemá/a otwartémá/a rękomá/a”, „Nagrobek dwiema braciej”.
Inne części mowy, pozostające w zdaniu w związku składniowym z rzeczownikami i odmienne przez liczbę (przymiotniki, osobowe formy czasowników), również mogą posiadać formy liczby podwójnej. Występuje współcześnie m.in. w językach łużyckich, języku litewskim, słoweńskim, arabskim, aleuckim i w niektórych dialektach języka polskiego. Liczbę podwójną miał język praindoeuropejski i następujące po nim języki jak m.in. prasłowiański i wywodzące się z prasłowiańskiego. Większość współczesnych języków indoeuropejskich utraciła liczbę podwójną. W języku polskim zanikała ona od XV w., a we współczesnym dialekcie ogólnopolskim zachowały się tylko jej szczątki.

## Liczba podwójna we współczesnych językach

### Język litewski
| Słowa      | Liczba     | Liczba   | Liczba   |
| Słowa      | pojedyncza | podwójna | mnoga    |
| ---------- | ---------- | -------- | -------- |
| mężczyzna  | vyras      | vyru     | vyrai    |
| dziewczyna | mergina    | mergini  | merginos |
| idę        | einu       | einava   | einame   |

### Język słoweński
| Słowa      | Liczba     | Liczba   | Liczba |
| Słowa      | pojedyncza | podwójna | mnoga  |
| ---------- | ---------- | -------- | ------ |
| chłopak    | fant       | fanta    | fantje |
| dziewczyna | punca      | punci    | punce  |
| idę        | grem       | greva    | gremo  |

## Ślady liczby podwójnej we współczesnym języku polskim
Niektóre rzeczowniki oznaczające części ciała człowieka, które występują parami (np. oczy, uszy, ręce) do dziś zachowały kilka form liczby podwójnej:
- (w) ręku/rękach, (w (obu) ręku bywa najczęściej błędnie rozumiane jako miejscownik liczby pojedynczej zamiast podwójnej[9]),
- ręce/ręki (dziś mianownik l. mn.),
- rękoma/rękami (narzędnik l. mn.),
- uszy/ucha (mianownik l. mn. na oznaczenie parzystej części ciała, por. ucha dzbana),
- uszyma/uchami (narzędnik l. mn.),
- uszu/uch (dopełniacz l. mn. na oznaczenie parzystej części ciała, por. garnek bez uch – odmiana l. mn. uch często używana jest w przenośni lub błędnie dla l. podw.[6]),
- oczy/oka (mianownik l. mn. na oznaczenie parzystej części ciała, por. oka sieci),
- oczyma/okami (narzędnik l. mn.), oczu/ok (dopełniacz na oznaczenie parzystej części ciała, por. nie lubię ok na rosole).

Liczba podwójna rzeczownika przetrwała bez zmian w przysłowiach takich jak:
- Cztery gęsi, dwie niewieście uczyniły jarmark w mieście[10];
- „Mądrej głowie dość dwie słowie.”

(Dwie) „niewieście”, (dwie) „słowie” to rzeczowniki liczby podwójnej.
Jan Kochanowski swobodnie władał liczbą podwójną.
Mianownik liczebnika 200 to zrost wyrazów dwa i liczby podwójnej od sto (tj. ście, liczba mnoga brzmiała zaś sta, por. trzy sta).

### Język polski
| Liczba     | Liczba   | Liczba |
| pojedyncza | podwójna | mnoga  |
| ---------- | -------- | ------ |
| oko        | oczy     | oka    |
| ucho       | uszy     | ucha   |
| ręka       | ręce     | ręki   |

Zanikająca umiejętność władania liczbą podwójną mogła objawiać się na różne sposoby, aż do całkowitej utraty tej umiejętności. Przykładowo, stopniowo zanikało odróżnianie jej od rodzajów męskiego i żeńskiego w pierwszej i trzeciej osobie.
Końcówka „-ta” w liczbie podwójnej, odmienia się w liczbie mnogiej jako „-cie”.
Niektórzy przypuszczają, że końcówka „-we” w liczbie mnogiej to „wy”. Natomiast w tabelce pominięto rozróżnienia płci w liczbie podwójnej. Można by rekonstruować odpowiednio: (rodzaj męski:) wa(j) ( dwa(j) ) szli, (one) we (dwie/dwié) szłé. Rodzaj „ono“ podobnie, dbając o spójność końcówek w zdaniu. 
| (Uwaga: trzeba pamiętać o powyższych spostrzeżeniach). Liczba: | (Uwaga: trzeba pamiętać o powyższych spostrzeżeniach). Liczba: | (Uwaga: trzeba pamiętać o powyższych spostrzeżeniach). Liczba: |
| pojedyncza:                                                    | podwójna:                                                      | mnoga:                                                         |
| -------------------------------------------------------------- | -------------------------------------------------------------- | -------------------------------------------------------------- |
| (ja jeden) robię, (ty jeden) robisz                            | we robiwa, wy robita                                           | robi my, robicie                                               |
| (ja jeden) idę, (ty jeden) idziesz                             | we idziewa, wy idzieta                                         | idzie my, idziecie                                             |
| chodź ja (tryb rozkaźnikowy 1 os. l. poj.), chodź ty           | we chodźwa, wy chodźta                                         | chodź my, chodźcie                                             |